# Nadagara extracta
Nadagara extracta är en fjärilsart som beskrevs av Louis Beethoven Prout 1923. Nadagara extracta ingår i släktet Nadagara och familjen mätare. Inga underarter finns listade i Catalogue of Life.